# Old Boy (manga)
Old Boy (オールド·ボーイ?, Ōrudo Bōi) è un manga scritto da Garon Tsuchiya e disegnato da Nobuaki Minegishi. È stato serializzato da Futabasha sulla rivista Manga Action dal 1996 al 1998, per un totale di 79 capitoli raccolti poi in otto volumi tankōbon.

## Trama
La storia vede il protagonista Shinichi Gotō, un uomo che è stato prigioniero per dieci anni in una prigione privata. Improvvisamente viene liberato e dopo il suo rilascio Gotō deve cercare i suoi rapitori e scoprire il motivo della sua reclusione.

## Pubblicazione
Il manga Old Boy è stato scritto da Garon Tsuchiya e disegnato da Nobuaki Minegishi. Esso è stato pubblicato a capitoli sulla rivista Manga Action di Futabasha tra il 1996 e il 1998  ed è stato poi raccolto in otto volumi tankōbon.
Un'edizione italiana fedele all'originale, è stata pubblicata dal 20 marzo 2006 al 19 dicembre 2007 dalla Coconino Press. Nel 2013 è stato ripubblicato da J-Pop in un'edizione in cinque volumi.

## Trasposizioni cinematografiche
Nel 2003 il regista sudcoreano Park Chan-wook ha diretto un adattamento cinematografico del manga, Old Boy, con il quale vinse il Grand Prix Speciale della Giuria al Festival di Cannes 2004, dove ricevette anche il plauso del regista statunitense Quentin Tarantino che lo definì come «il film che avrei voluto fare io».
Dieci anni dopo, nel 2013, il regista statunitense Spike Lee ha girato un remake del film di Park, intitolato a sua volta Oldboy.